# Per Ditlev-Simonsen
Per Ditlev-Simonsen, né le 12 juin 1932, est le président de la Communauté d'Oslo (le maire) de 1995 à 2007. Il est le chef du parti conservateur (Høyre).